# بني جيسيرت
بِني جيسيرِت (بالإنجليزية: Bene Gesserit؛ /ˈbɛniː ˈdʒɛsərɪt/) هي مجموعة في عالم فرانك هربرت الخيالي كثيب. توصف البِني جيسيرِت، وهي قوة اجتماعية ودينية وسياسية قوية، بأنها مجموعة أخواتية حصرية يقوم أعضاؤها بتدريب أجسادهم وعقولهم على مدار سنوات من التكييف البدني والعقلي للحصول على قوى وقدرات خارقة تبدو سحرية للغرباء. تسعى المجموعة إلى اكتساب القوة والنفوذ لتوجيه البشرية على مسار مستنير، وهو جهد متضافر تم التخطيط له وتنفيذه على مدى آلاف السنين.
يُطلق على الأعضاء الذين اكتسبوا اتساع قدرات بِني جيسيرِت اسم الأمهات الموقَّرات؛. ويطلق عليهم بعض الغرباء اسم «الساحرات» بسبب طبيعتهم السرية وقواهم التي لا يفهمونها جيدًا. ونظرًا لأن مهارات البِني جيسيرِت مرغوبة للتحالف مع الأخواتية نفسها، فإنهم قادرون على تحصيل رسوم لتعليم النساء من العوائل العظيمة، وتثبيت بعض المُبتدئات كزوجات ومحظيات لصالحهم. ولأنهن مخلصات لأنفسهن وأهدافهن الجماعية فقط، فإن البِني جيسيرِت يتظاهرن أحيانًا بالولاءات الأخرى لتحقيق أهدافهن وتجنب التدخل الخارجي.

## الملاحظات
1. ↑  أمٌّ مُوقَّرة (Reverend Mother) في الأصل، هو لقب مشرفات البِني جيسيرِت العُلى اللاتي نجحن في تحويل «السُّم المُنير» إلى داخل أجسادهن، وارتقين بأنفسهن إلى حالة أعلى من الوعي. تبنَّى الفرمِن اللقب ومنحوه لزعيماتهم الدينيات اللاتي وصلن إلى حالة «نورانية» ممثالة.[4]

## وصلات خارجية
- "Bene Gesserit Sayings". DuneMessiah.com (أرشيف الإنترنت). مؤرشف من الأصل في 2008-07-31. اطلع عليه بتاريخ 2008-07-31. (بالإنجليزية)